# Browntown (Pensilvania)
Browntown es un área no incorporada ubicada en el condado de Bradford en el estado estadounidense de Pensilvania. Browntown se encuentra ubicada en el municipio de Wyalusing.

## Geografía
Browntown se encuentra ubicada en las coordenadas 41°39′03″N 76°14′25″O / 41.65083, -76.24028.